# بورغس سيدني غيثر
بورغس سيدني غيثر هو محامي وسياسي أمريكي، ولد في 16 مارس 1807، وتوفي في 23 فبراير 1892. نشط حزبياً في الحزب الديمقراطي. وقد انتخب عضو مجلس ولاية كارولاينا الشمالية ‏.